# Michael Redwitz

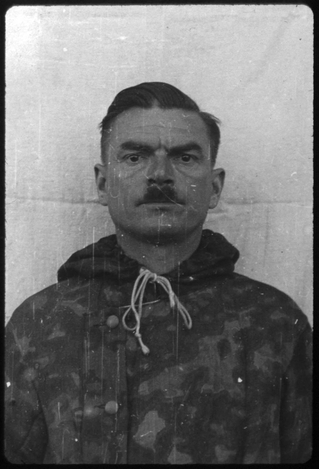
Michael Redwitz in amerikanischer Internierung. Aufnahme von 1945.

Michael Redwitz (* 14. August 1900 in Bayreuth; † 29. Mai 1946 in Landsberg am Lech) war ein deutscher SS-Hauptsturmführer und Schutzhaftlagerführer in mehreren Konzentrationslagern. Er wurde am 13. Dezember 1945 zum Tode verurteilt.

## Leben und Wirken
Redwitz, gelernter Kaufmann, war verheiratet und hatte mindestens vier Kinder. Er diente von 1934 bis 1938 als Berufsoffizier in der Wehrmacht. Bereits zum 2. September 1925 trat Redwitz der NSDAP bei (Mitgliedsnummer 17.607). Seit 1938 Mitglied der SS (SS-Nummer 327.349), wurde er bis 1941 zum SS-Hauptsturmführer befördert.
Ab Mitte Dezember 1938 war Redwitz im KZ Mauthausen tätig und leitete dort ab 1940 die Poststelle. Anschließend, ab Anfang Februar 1941, war er Schutzhaftlagerführer im KZ Gusen. Anfang April 1942 wurde Redwitz als Adjutant und Schutzhaftlagerführer zum KZ Ravensbrück versetzt; dann am 20. November 1942 in das KZ Dachau. Hier wurde er als Nachfolger Egon Zills Erster Schutzhaftlagerführer und war damit dem Lagerkommandanten direkt unterstellt, ihm wiederum unterstanden die übrigen Schutzhaftlagerführer. Als Erster Schutzhaftlagerführer war Redwitz für den Tagesablauf mit den Appellen nach der Lagerordnung und damit für die Haftbedingungen verantwortlich. Dazu zählte die Überwachung des Vollzuges sämtlicher Lagerstrafen wie der Prügelstrafe, um deren „korrekten“ Ablauf zu gewährleisten. Redwitz war bis Mitte März 1944 in Dachau und war danach noch 5 Monate im KZ Buchenwald tätig. Ab August 1944 war er als Soldat der Waffen-SS an der Westfront eingesetzt.
Nach Kriegsende wurde gegen Redwitz und weitere 39 Angehörige des Dachauer Lagerpersonals am 15. November 1945 vor einem US-amerikanischen Militärgericht im Dachau-Hauptprozess, während der Dachauer Prozesse, Anklage erhoben. Ihm wurde vorgehalten, eine der bedeutendsten Positionen in der Lagerhierarchie besetzt zu haben und für die Vollstreckung sämtlicher Häftlingsstrafen zwischen 1942 und 1944 im KZ Dachau verantwortlich gewesen zu sein. Als Zeuge in eigener Sache vernommen, räumte Redwitz ein, bei insgesamt vierzig Exekutionen anwesend gewesen zu sein.
Das Gericht befand am 13. Dezember 1945 sämtliche Angeklagte der Kriegsverbrechen schuldig und verurteilte 36, darunter Redwitz, zum Tode durch den Strang. Beim Urteil wurden als individuelle Exzesstaten bei Redwitz die Überwachung des Vollzuges der Lagerstrafen sowie das Schlagen von Häftlingen, auch mit einer Peitsche, berücksichtigt. Das Urteil wurde im Kriegsverbrechergefängnis Landsberg durch den Strang vollstreckt.